# Arthur's Seat
Pour les articles homonymes, voir Arthur.
Arthur's Seat, toponyme anglais signifiant en français « le siège d'Arthur », est une colline de 251 mètres d'altitude, point culminant de Holyrood Park, située dans le centre de la ville d'Édimbourg en Écosse. Elle tient une place particulièrement importante dans les légendes locales.

## Toponymie
En raison notamment du poème Y Gododdin, il est fréquemment suggéré que son nom serait dérivé d'une myriade de légendes concernant le roi Arthur. Il n'existe aucun nom traditionnel gaélique mais William Maitland estime que le nom serait dérivé d'Àrd-na-Said signifiant « hauteur de flèches », via peut-être Archer's Seat, en référence au fait que la colline était un point de défense militaire au Moyen Âge. John Milne propose pour sa part l'étymologie Àrd-thir Suidhe, c'est-à-dire « endroit surélevé ».

## Géographie

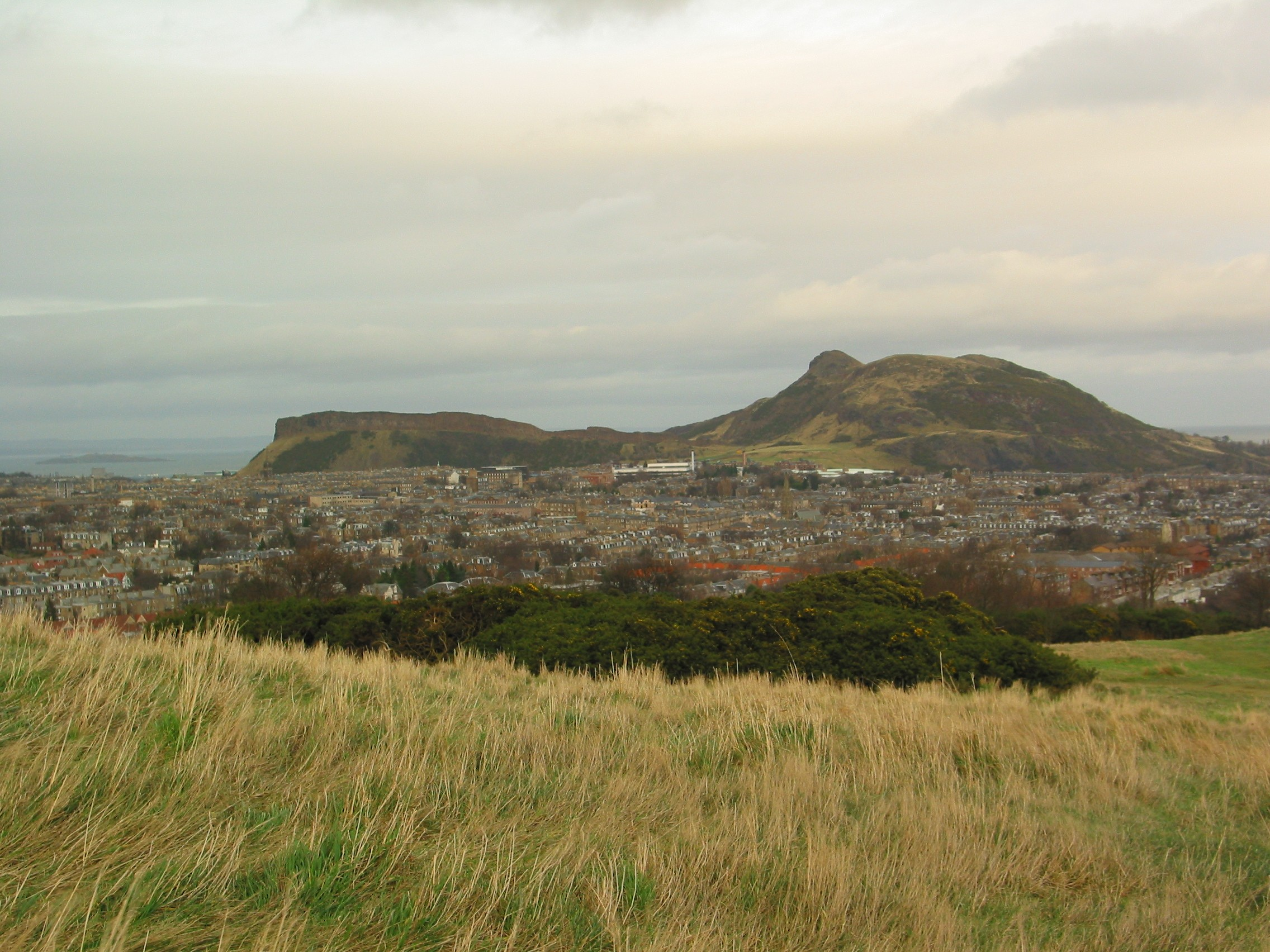
Édimbourg et Arthur's Seat.

La colline est située au Sud-Est de l'Écosse, dans la ville d'Édimbourg, légèrement à l'est du centre-ville. Elle s'élève à 251 mètres d'altitude, à environ 1,5 km du château d'Édimbourg. Sous certains angles, la colline ressemble à un lion couché, avec deux des anciens cratères formant la tête (Lion's Head) et la hanche (Lion's Haunch). Elle présente dans sa topographie et sa géologie certaines ressemblances avec Cave Hill à Belfast.
Comme le promontoire sur lequel se trouve ce dernier, il s'agit d'un volcan qui fut actif au Carbonifère lorsqu'il émettait des laves basaltiques et des tufs. Il est désormais éteint et a été érodé par un glacier s'épanchant d'ouest en est au cours d'une des périodes glaciaires du Pléistocène, révélant ainsi des falaises à l'ouest et laissant les matériaux détritiques d'une moraine médiane à l'est.

## Histoire
Les défenses d'un castro sont visibles autour d'Arthur's Seat à Dunsapie Hill et au-dessus de Samson's Ribs, remontant probablement dans ce dernier cas à l'époque préhistorique. Ces différents éléments de fort ont sans doute été le centre du pouvoir des Votadini, qui ont été le sujet du poème Y Gododdin qui pourrait avoir été écrit vers 600 dans leur place-forte d'Édimbourg. Le poème évoque un guerrier qui pourrait être une évocation précoce du roi Arthur et dont la renommée était si grande que le château et la colline furent nommés en son honneur. Quelques murets écroulés sur le versant est représentent les restes d'un fortin de l'âge du fer et quelques terrasses de cultures dominent la route en contrebas.
En 1836, juste sous le sommet, dix-sept petits cercueils en bois, contenant chacun une figurine sculptée, ont été exhumés dans une petite grotte. Leur origine n'a jamais été expliquée de façon certaine ; ils ont été associés à la sorcellerie ou aux victimes de William Burke et William Hare. Au début du XXIe siècle, huit de ces étranges petits cercueils sont encore conservés au musée national d'Écosse.
Arthur's Seat revêt également une importance particulière dans l'histoire de l'Église de Jésus-Christ des saints des derniers jours car c'est en cet endroit que la nation d'Écosse a été consacrée en 1840 « pour la prédication de l'Évangile ». L'apôtre Orson Pratt (1811-1881) arriva en Écosse au début des années 1840 et découvre uniquement 80 fidèles ; le 18 mai 1840, il se rend à Édimbourg et les jours suivants « il gravit une colline accidentée et rocheuse qui s'élevait au-dessus d'un parc naturel, offrant une magnifique vue sur la ville ancienne. Localement, elle était appelée Arthur's Seat, mais il est affectueusement connue par les saints en tant que colline de Pratt. C'est là qu'il pria le Seigneur de lui offrir deux cents âmes à convertir. Le Seigneur l'entendit et répondit à ses prières ». Le nom de colline de Pratt n'est pratiquement jamais employé en écossais, mais apparaît parfois dans les écrits américains. Pratt gravit la colline quelques fois supplémentaires, s'agenouillant et priant, prononçant « [ses] désirs vers le ciel en faveur de la population de la ville d'Édimbourg ».

## Ascension
L'ascension de la colline, sans difficulté technique et prisée des randonneurs, est possible depuis tous les versants mais est la plus aisée depuis l'est, d'où elle traverse une prairie depuis Holyrood Park.

Vue panoramique depuis le sommet.

## Culture populaire
Arthur's Seat est souvent mentionnée comme un des sites possibles pour Camelot, le château légendaire du roi Arthur et des chevaliers de la Table Ronde.